# Гедеоновка
Гедео́новка — посёлок в Смоленском районе Смоленской области России. Население — 812 жителей (2007). Расположен в западной области в 4 км к востоку от городской черты Смоленска, на автодороге Р134 «Старая Смоленская дорога» Смоленск — Дорогобуж — Вязьма — Зубцов.
Входит в состав Корохоткинского сельского поселения. Улицы: Полевая, Мира.

## Экономика
Смоленская областная клиническая психиатрическая больница, АЗС.

## Достопримечательности
- Обелиск на братской могиле 5000 граждан СССР, казнённых гитлеровцами в 1942-1943 годах.

Администрация психиатрической больницы расположена в здании церкви. На фасаде имеется иконостас из мозаики «Дева Мария с младенцем». Здание построено в 1901—1905 годах.
Под  больницей имеется система подземных ходов ведущих к зданиям ( в настоящее время частично разрушена и затоплена водой), а также несколько выходов за территорию больницы.

## Интересные факты
У жителей Смоленской области название посёлка ассоциируется с находящейся в нём печально известной психиатрической клиникой. В связи с этим «Гедеоновка» является своего рода синонимом дома для душевнобольных: «отправить в Гедеоновку» — значит отправить в психушку.